# Eichholzer SV
Der Eichholzer SV ist ein Sportverein aus Lübeck, der innerhalb des Stadtteils St. Gertrud im Bezirk Eichholz beheimatet ist. Die erste Fußballmannschaft spielte drei Jahre in der Oberliga Hamburg/Schleswig-Holstein.

## Geschichte
Der Verein wurde am 18. Juni 1948 von Heimatvertriebenen aus den deutschen Ostgebieten gegründet. Bereits 1953 gelang der Aufstieg in die Bezirksklasse Süd, die für zwei Jahre gehalten werden konnte. 1961 stieg der ESV in die nunmehr 2. Amateurliga Süd genannte Spielklasse auf und schaffte 1968 den Aufstieg in die Landesliga, seinerzeit die höchste Spielklasse Schleswig-Holsteins. Im Jahre 1972 wurden die Eichholzer Dritter und verpassten die Aufstiegsrunde zur Regionalliga Nord nur um einen Punkt. Stattdessen nahm der Verein an der Deutschen Amateurmeisterschaft teil. In der Vorrunde konnte sich der ESV gegen den FC Rodalben durchsetzen, schied aber im Viertelfinale gegen den 1. FC Normannia Gmünd aus. Im gleichen Jahr sicherte sich die Mannschaft durch ein 3:2 nach Verlängerung über Schleswig 06 den SHFV-Pokal.
Nach dem Abstieg im Jahre 1975 wurden die Eichholzer zu einer Fahrstuhlmannschaft zwischen Verbands- und Landesliga. Erst nach dem fünften Aufstieg ins schleswig-holsteinische Oberhaus 1996 konnte sich der Verein längerfristig etablieren. Nach dem dritten Platz in der Verbandsligasaison 1997/98 wurde der ESV ein Jahr später Meister und stieg in die Oberliga Hamburg/Schleswig-Holstein auf. Drei Jahre hielt sich die Mannschaft in der Liga und erreichte Mittelfeldpositionen. Da nur selten mehr als 200 Zuschauer zu den Heimspielen der Eichholzer kamen, zog der Verein im Jahre 2002 die Mannschaft freiwillig in die Bezirksliga zurück. Zwischenzeitlich in die Kreisklasse B abgerutscht spielte der Verein von 2008 bis 2012 wieder in der Kreisklasse A. In der Saison 2011/12 gelang der ersten Herrenmannschaft ein weiterer Aufstieg in die Kreisliga Lübeck. Am Ende der Saison 2016/17 gelang der ersten Herrenmannschaft ein weiterer Aufstieg in die Verbandsliga Süd/Schleswig-Holstein. In der Saison 2019/20 gelang der ersten Herren des Eichholzer Sv, nach dem coronabedingten Abbruch der Saison, als Staffelsieger der Verbandsliga Süd (Schleswig-Holstein) die Rückkehr in die Landesliga nach knapp 30 Jahren.

## Persönlichkeiten
| - Eric Agyemang - Deniz Dogan - Marco Hinz | - Cédric Makiadi - Peter Nogly - Ole Oberbeck | - Marvin Thiel - Karol Zaborowski |